# Francia buldog
A francia buldog igen közismert kutyafajta. A dogoktól származik, melynek degenerálása már szaporodási rendellenességek sorozatában jelentkezik. Környezeti hatásokkal szemben igen érzékeny, de ragaszkodó természetű, jól őrző hajlamú. Kizárólag kedvtelésből tartják.

## Története
A 19. század vége előtt nem sokkal csipkeverők települtek át Angliából Normandiába, és magukkal vitték törpe buldogjaikat is. Míg a fajta a szigeten hanyatlásnak indult, a család francia ága felvirágzott, és Párizs környékén sok rajongója volt. Ott terrierekkel és griffonokkal keresztezték őket, és olyan molosszus típust alkottak meg, amely temperamentumában és küllemében világosan elkülönült a buldogoktól. A hivatalos elismerésig azonban még hosszú volt az út, mert a denevérfülű, alacsony testű, előreugró állkapcsú kutyák tenyésztésével Párizs egyszerű emberei foglalkoztak: kézművesek, utcai árusok és szolgálók. A „bouledogue français” csak akkor vált szalonképessé, amikor VII. Eduárd brit király is vett egy ilyen kutyát.

## Leírás
A francia buldog intelligens, kedves, gyengéd és hízelkedő.  És mindig kész megosztani gazdájával annak örömét-bánatát. Szelíd, barátságos, és nagyon szereti a gyerekeket. Szeret sétálni, de nem kimondottan szaladgálós kedvű. Mindezek ellenére igen játékos. Keveset ugat. Testarányai miatt sajnos a problémás fajták közé tartozik, nagy feje, keskeny medencéje miatt a természetes születések ritkák, sok kutya nehéz légzésben, horkolásban szenved, és érzékeny a melegre, nyáron feltétlenül figyeljen arra is, hogy buldogjának legyen hűvös helye az árnyékban. A bully jól tartható városban, különösen alkalmas idősebb emberek társának. A szemét és az orr-redőit tisztán kell tartani, szőrét könnyű ápolni. Az aljszőrzet nélküli fényes bundája a legváltozatosabb színekben fordul elő a szokásos feketétől, fehértől kezdődően egészen a bézs, krém vagy sötét foltos színekig. A francia buldogok rövid, kis csonk farokkal születnek.
- Magasság: kb. 30 cm[1]
- Tömeg: 8–14 kg
- Szín: Bézs, fekete-fehér, csíkos vagy fehér csíkos foltokkal, kék (szürke), ehhez kék szem társul
- Ország: Anglia
- Nemzetközi Kinológiai Szövetség-szám: 101.

## Egészsége
A kis fejformából (Brachycephalie) adódóan ezek az állatok hajlamosak a légzési problémákra, ami sok esetben horkoláshoz vezethet. Némelyik francia buldog akár már fiatalon cseresznyeszem betegségben szenved, melyet műtéttel lehet korrigálni.
Ez a fajta hajlamos az elhízásra.

## Etetése
A francia buldog hajlamos a túlsúlyra, ami természetesen kerülendő. A faj néhány egyedének érzékeny a gyomra és/vagy felfúvódik – ebben az esetben is meg kell találni a helyes kutyatápot, ha meg van kerüljük a kísérletezéseket, még finom falatkákkal sem. A magas hústartalmú eledel a legalkalmasabb számukra, függetlenül attól, hogy nedves- vagy száraztáppal szeretné etetni. Gabonát egyáltalán nem kell tartalmaznia, főleg az érzékeny gyomrú kutyáknál okozhat problémákat. A növésben lévő francia buldogok naponta négy adagban fogyasztják el táplálékukat, a felnőtt kutyáknál elegendő a kétszeri étkezés.

## Külső hivatkozások
- Francia buldog fajtaismertető a Kutya-Tár-ban
- Francia bulldog fajtaleírás: jóval több, mint egy kedves kis röfögő kutya
- Lora a francia buldog
- Újpest French Bulldog Party - Buldog Találkozó